# Byma
BYMA (Bolsas y mercados argentinos) es la bolsa de valores de Argentina. Cotiza en el índice bursátil argentino.
Es propietaria de casi la totalidad de Caja de Valores S.A., institución registrada ante la Comisión Nacional de Valores que lleva el registro de las cuentas de los inversores o comitentes.

## Historia
Byma fue creada para encauzar las necesidades del nuevo mercado de capitales previsto en la Ley 26.831. Para que esto ocurra el Mercado de Valores de Buenos Aires S.A, hace una reorganización en los términos del Artículo 77 de la Ley de Impuestos a las Ganancias. Byma engloba a la sociedades Caja de Valores S.A, Bolsa de Valores S.A y Mercado de Valores
Del resultado de la escisión parcial del patrimonio de Mercado de Valores de Buenos Aires S.A se constituye una nueva entidad llamada BYMA. Esta sociedad se incorporado la Bolsa de Comercio de Buenos Aires como accionista.